# Попов, Александр Сергеевич (Герой Советского Союза)
Александр Сергеевич Попов (1921 — 1991) — советский военный. Участник Великой Отечественной войны. Герой Советского Союза (1945). Полковник.

## Биография
Родился 12 сентября 1921 года в деревне Васильевской Вологодской губернии РСФСР (ныне муниципального образования Мокшинское, Няндомский район, Архангельская область, Россия) в крестьянской семье Сергея Михайловича и Анастасии Ивановны Поповых. Русский. Окончил четыре класса Мокшинской неполной средней школы. В 1932 году семья Поповых переехала в Архангельск. Поселилась в Соломбале. Здесь Александр Сергеевич продолжил учёбу в средней школе № 44. По окончании 10-го класса в 1939 году он уехал в Киев и поступил во 2-е Киевское артиллерийское училище. 10 июня 1941 года лейтенант А. С. Попов получил назначение во Львов на должность командира артиллерийского взвода 7-го гаубичного артиллерийского полка 8-й танковой дивизии Киевского особого военного округа.
В боях с немецко-фашистскими захватчиками лейтенант А. С. Попов с 23 июня 1941 года. Участвовал в Львовско-Луцкой оборонительной операции Юго-Западного фронта. 8 июля 1941 года в боях за город Староконстантинов был тяжело ранен пулей в грудь. После долгого лечения в госпиталях Запорожья, Сочи и Дербента в мае 1942 года его по состоянию здоровья определили на службу в тылу, в 29-й гаубичный учебный полк 9-й запасной артиллерийской бригады (город Тбилиси). Затем он служил командиром батареи 1950-го гаубичного артиллерийского полка большой мощности РГК в Закавказском военном округе (город Ленинакан).
Вновь в действующей армии с 30 ноября 1942 года в должности командира батареи 50-го запасного артиллерийского полка 44-й армии. В феврале 1943 года получил назначение на должность командира батареи 122-миллиметровых гаубиц 1054-го артиллерийского полка 416-й стрелковой дивизии 44-й армии. Зимой 1943 года на Закавказском и Южном фронтах участвовал в освобождении Северного Кавказа, Ростовской области. До августа 1943 года дивизия, в которой служил старший лейтенант А. С. Попов, вела бои на немецкой линии обороны Миус-фронт. В ходе Донбасской стратегической операции участвовал в прорыве немецких линий обороны на реках Миус и Кальмиус.
Перед началом Мелитопольской операции 416-я стрелковая дивизия была подчинена 51-й армии. На подступах к городу Мелитополь старший лейтенант Попов находился непосредственно на переднем крае и во время немецких контратак лично корректировал огонь своей батареи. В результате батареей было уничтожено до роты вражеской пехоты и 4 пулемётные точки. Преследуя отступающего противника, артиллеристы вместе с пехотой освободили село Круча. 23 октября 1943 года батарея старшего лейтенанта Попова участвовала в освобождении Мелитополя от немецко-фашистских войск. В ходе боя артиллеристами Попова было уничтожено 4 миномётные батареи и 20 пулемётных гнёзд, а также подавлен огонь 3-х артиллерийских батарей. Пытаясь остановить стремительное наступление войск 4-го Украинского фронта, немецкое командование предприняло ряд контрударов. Северо-западнее Мелитополя немцы четыре раза атаковали позиции батареи Попова силою до батальона пехоты при поддержке 5 танков и 2 самоходных установок «Фердинанд», но вынуждены были отступить, потеряв до роты солдат и офицеров и 1 САУ. За отличие в Мелитопольской операции старший лейтенант А. С. Попов представлялся к званию Героя Советского Союза, но был награждён орденом Красного Знамени.
С января 1944 года и до конца войны 416-я стрелковая дивизия воевала в составе 5-й ударной армии. В зимне-весенней кампании 1944 года на 4-м и 3-м Украинских фронтах А. С. Попов участвовал в Никопольско-Криворожской, Березнеговато-Снигирёвской и Одесской операциях, освобождал города Николаев и Одессу. К лету 1944 года Александр Сергеевич был произведён в капитаны. В июне 1944 года батарея 76-миллиметровых орудий капитана Попова участвовала в боях за удержание и расширение плацдарма на правом берегу реки Днестр севернее Бендер, откуда 23 августа 1944 года подразделения 5-й ударной армии перешли в наступление на Кишинёв в ходе Ясско-Кишинёвской операции. Во время наступления батарея Попова, оторвавшись от стрелковых частей, наткнулась на сильное сопротивление противника в районе села Мерень. Немцы пытались перейти в контратаку, но капитан Попов, развернув батарею, открыл по немцам огонь в упор. В результате боя артиллеристы уничтожили до взвода вражеской пехоты, 4 пулемёта и расчёты двух артиллерийских орудий. Преследуя отступающего противника, капитан Попов первым ворвался в село и вступил в рукопашную схватку с четырьмя немецкими солдатами. Один из них был уничтожен, а три других сдались в плен. Днём позже батарея капитана Попова обеспечила взятие стрелковыми частями села Пожарень, уничтожив 3 пулемётные точки и рассеяв до роты вражеской пехоты.
В начале сентября 1944 года 5-я ударная армия была выведена в резерв Ставки Верховного Главнокомандования. 30 октября 1944 года она была переброшена на 1-й Белорусский фронт и затем введена на Магнушевский плацдарм. Капитан А. С. Попов был переведён на должность командира 2-й батареи 122-миллиметровых гаубиц 1054-го артиллерийского полка. 14 января 1945 года с плацдарма на левом берегу реки Висла войска 1-го Белорусского фронта перешли в наступление в ходе Варшавско-Познанской фронтовой операции, составной части Висло-Одерской стратегической операции. При прорыве долговременной и сильно укреплённой линии немецкой обороны в районе населённого пункта Буды-Августовске и в последующих боях капитан А. С. Попов проявил исключительное мужество и отвагу. 14 января 1944 года во время артиллерийской подготовки батарея капитана Попова подавила до 20 огневых точек противника и 4 ДЗОТа. Умело маневрируя в глубине обороны противника, капитан Попов обеспечил эффективную огневую поддержку стрелковых подразделений при отражении многочисленных контратак противника. В результате огнём батареи было уничтожено 5 танков, 2 бронетранспортёра и до батальона вражеской пехоты, был взят крупный узел немецкой обороны Стромец, обеспечено выполнение поставленных боевых задач и выход на оперативный простор.
В ходе дальнейшего наступления 1054-й артиллерийский полк осуществлял поддержку 1373-го стрелкового полка. 16 января оба подразделения достигли города Бялобжеги и завязали бой на его окраине. Командиры 2-й и 7-й артиллерийских батарей капитан А. С. Попов и старший лейтенант Б. Мирзоев, устроив засаду, блокировали пути отхода немецких войск. В результате на поле боя остались 17 подбитых фашистских танков и самоходных орудий и 2 бронетранспортёра. Особенно отличился командир орудия сержант А. А. Тяпушкин, расчёт которого подбил два танка, две самоходки и бронетранспортёр. За образцовое выполнение боевых заданий командования на фронте борьбы с немецкими захватчиками и проявленные при этом отвагу и геройство капитану Попову Александру Сергеевичу указом Президиума Верховного Совета СССР от 27 февраля 1945 года было присвоено звание Героя Советского Союза. О награждении Александр Сергеевич узнал в тыловом госпитале, куда он был доставлен после тяжёлого ранения в шею, полученного 8 февраля 1945 года в бою под городом-крепостью Кюстрин.
После окончания Великой Отечественной войны А. С. Попов продолжил службу в Красной, затем Советской Армии. Служил командиром и заместителем командира артиллерийского дивизиона в составе Группы советских оккупационных войск в Германии. В 1949 году, после окончания Высшей офицерской артиллерийской школы в Ленинграде, был переведён в Приволжский военный округ, где проходил службу в должностях заместителя командира (до сентября 1952 года) и командира артиллерийского дивизиона (до декабря 1955 года). В 1956 году он окончил Центральные артиллерийские курсы усовершенствования офицерского состава (КУОС). С октября того же года офицер, с октября 1957 года — старший офицер отдела боевой подготовки в штабе ПриВО. После окончания Высших академических курсов при Военно-артиллерийской академии в 1961 году служил в Туркестанском военном округе заместителем командира артиллерийского полка. С января 1968 года — начальник ракетных войск и артиллерии мотострелковой дивизии в ТуркВО. С июня 1970 года полковник А. С. Попов в запасе. Жил в городе Краснодаре. Работал инструктором и заместителем начальника в Краснодарской краевой спортивно-технической школе ДОСААФ. 22 марта 1991 года Александр Сергеевич скончался. Похоронен в городе Краснодаре на участке почётного захоронения Славянского кладбища.

## Награды
- Медаль «Золотая Звезда» (27.02.1945);
- орден Ленина (27.02.1945);
- орден Красного Знамени (11.11.1943);
- орден Отечественной войны 1-й степени (06.04.1985);
- два орден Красной Звезды (28.08.1944; 26.10.1955).
- Медали, в том числе:
  - медаль «За отвагу» (04.10.1943);
  - медаль «За боевые заслуги» (15.11.1950);
  - медаль «В ознаменование 100-летия со дня рождения Владимира Ильича Ленина» (1970);
  - медаль «За оборону Кавказа» (1944);
  - медаль «За победу над Германией в Великой Отечественной войне 1941-1945 гг.»;
  - медаль «За освобождение Варшавы».

Иностранные награды:
- Крест Храбрых (ПНР).

## Документы
- Общедоступный электронный банк документов «Подвиг Народа в Великой Отечественной войне 1941—1945 гг.» Дата обращения: 7 ноября 2012. Архивировано из оригинала 13 марта 2012 года.

Представление к званию Героя Советского Союза. Дата обращения: 7 ноября 2012. Архивировано 13 января 2013 года.
Указ Президиума Верховного Совета СССР о присвоении звания Героя Советского Союза. Дата обращения: 7 ноября 2012. Архивировано 13 января 2013 года.
Орден Красного Знамени (наградной лист и приказ о награждении). Дата обращения: 7 ноября 2012. Архивировано 13 января 2013 года.
Орден Отечественной войны 1-й степени (информация из карточки награждённого к 40-летию Победы. Дата обращения: 7 ноября 2012. Архивировано 13 января 2013 года.
Орден Красной Звезды (наградной лист и приказ о награждении). Дата обращения: 7 ноября 2012. Архивировано 13 января 2013 года.
Медаль «За отвагу» (наградной лист и приказ о награждении). Дата обращения: 7 ноября 2012. Архивировано 13 января 2013 года.